# Val Trupchun

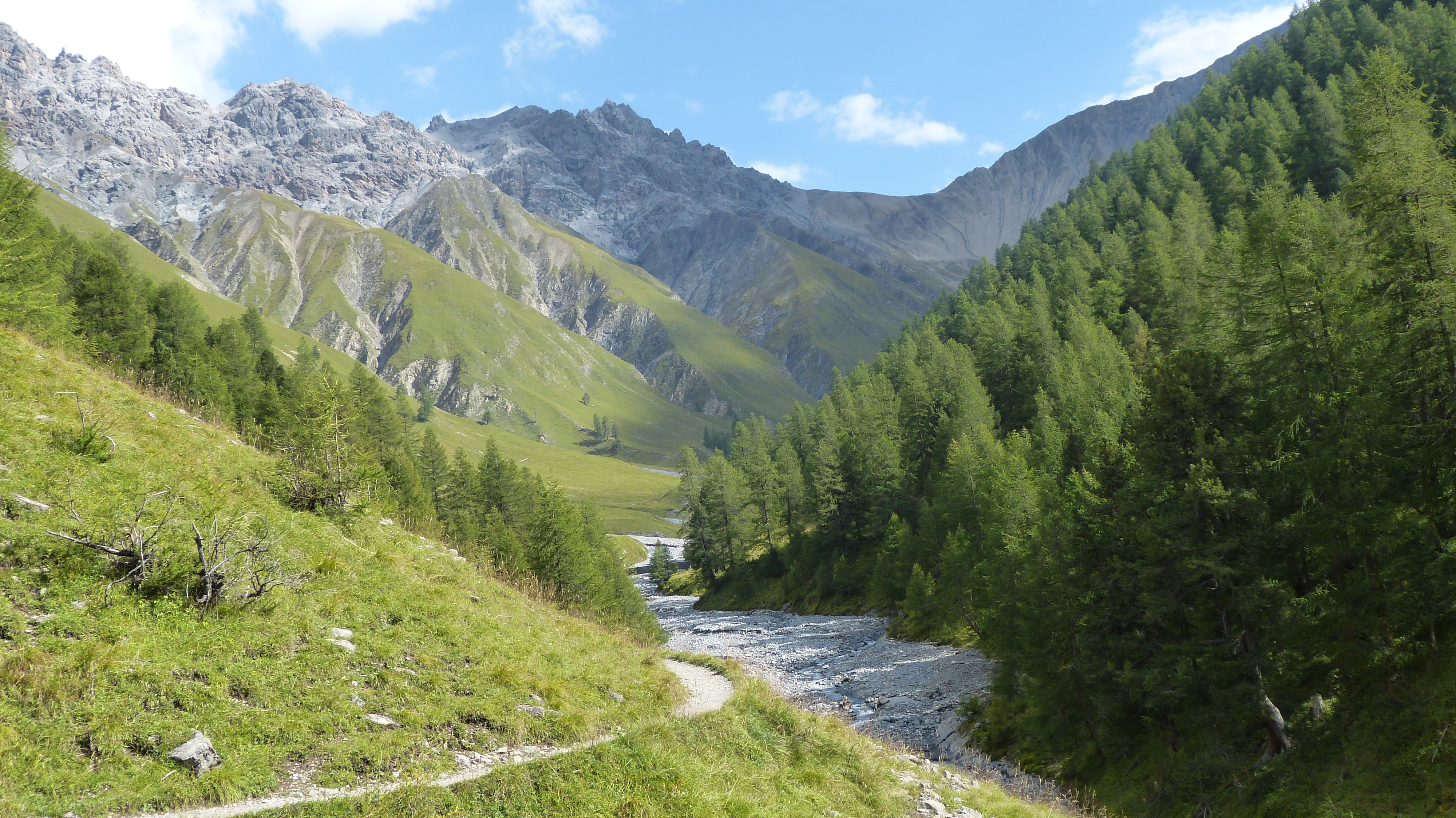
Blick Richtung Talende, in Bildmitte Piz Saliente, rechts davon die Fuorcla Trupchun

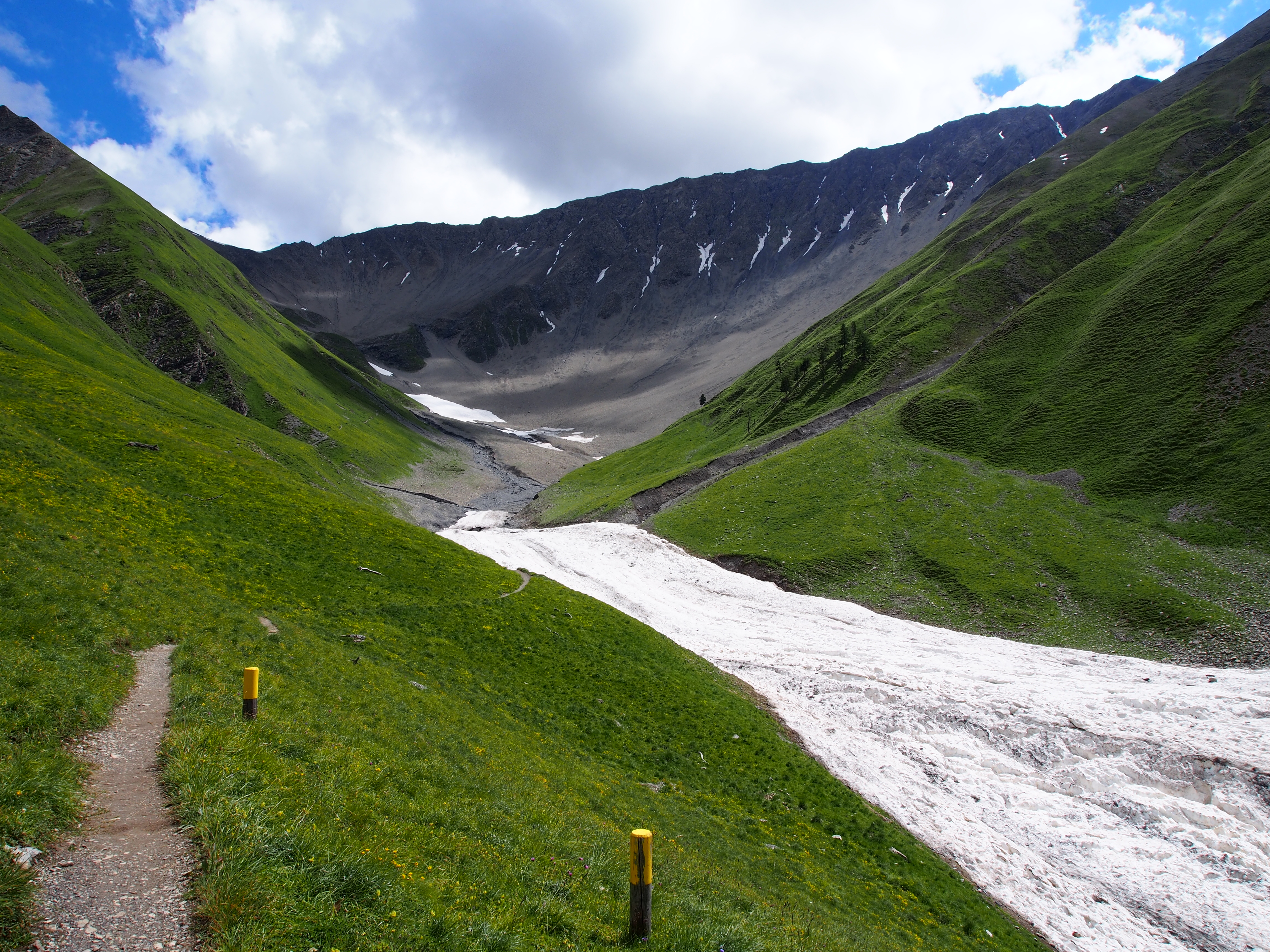
Fuorcla Trupchun

Das Val Trupchun ist ein Tal im Schweizerischen Nationalpark im Kanton Graubünden.
Es liegt auf dem Gebiet der Gemeinde S-chanf im Engadin. Am oberen Ende des Tals liegt die Grenze zwischen Italien und der Schweiz, und die Fuorcla Trupchun (italienisch Passo Tropione, 2779 m ü. M.) verbindet es mit der italienischen Gemeinde Livigno.
Von rechts mündet das Val Mela, dann vom Piz Quattervals her das Val Müschauns und dann das Val Chanels in das Val Trupchun ein, talabwärts bei der Punt da Val da Scrigns von links das Val Chaschauna. Ab hier, im unteren Taldrittel, ändert sich der Name des Bachs Ova da Trupchun zu Ova da Varusch, die bei S-chanf in den Inn mündet.
Im Herbst zur Brunftzeit eignet sich eine Wanderung im Tal gut zur Beobachtung von Hirschen.

## Fussnoten
1. ↑  Der rätoromanische Name wird gelegentlich auch auf Deutsch in weiblicher Form verwendet.
2. ↑  Claudia Wirz: Sehnsucht nach der Natur. In: Neue Zürcher Zeitung, 20. Juni 2014.

Koordinaten: 46° 36′ 15,3″ N, 10° 3′ 19,4″ O; CH1903: 800452 / 164785